# گرونهاینایشن
گرونهاینایشن (به آلمانی: Grünhainichen) یک شهر در آلمان است که در زاکسن واقع شده‌است. گرونهاینایشن ۳٬۵۰۸ نفر جمعیت دارد.